# Spytkowice (Wadowice)
Pour les articles homonymes, voir Spytkowice.
Spytkowice est une localité polonaise, siège de la gmina de Spytkowice, située dans le powiat de Wadowice en voïvodie de Petite-Pologne.